# Вало дела Луканија (Салерно)
Вало дела Луканија (итал. Vallo della Lucania) је насеље у Италији у округу Салерно, региону Кампанија.
Према процени из 2011. у насељу је живело 6899 становника. Насеље се налази на надморској висини од 400 м.

## Становништво
| 1931. | 1936. | 1951. | 1961. | 1971. | 1981. | 1991. | 2001. | 2011. |
| ----- | ----- | ----- | ----- | ----- | ----- | ----- | ----- | ----- |
| 5.855 | 6.250 | 6.654 | 7.045 | 7.415 | 7.950 | 8.142 | 8.818 | 8.680 |